# Compuesto de organopotasio
Los compuestos de organopotasio son todos aquellos compuestos organometálicos que presenten un enlace carbono-potasio. Aunque hay muy poca información estructural acerca de los compuestos de organopotasio, al igual que los compuestos de organosodio, son iónicos y no se disuelven en disolventes no polares. El metilpotasio sólido tiene una estructura hexagonal del mismo tipo que la del NiAs. Estos compuestos son muy sensibles al oxígeno y al agua.

## Formación y ejemplos

### Transmetalación
Algunos compuestos de organopotasio pueden preparase por reacción de un compuesto de organomercurio con potasio metálico. Por ejemplo:
{\textstyle {\ce {(CH3)2Hg}}} + {\displaystyle {\ce {K -> 2 CH3K}}} + {\displaystyle {\ce {Hg}}}

### Metalación
Los compuestos orgánicos que contienen un hidrógeno reactivo, reaccionan con potasio metálico o con amiduro de potasio dando compuestos de organopotasio. Por ejemplo:
{\textstyle {\ce {(H5C6)3CH}}} + {\displaystyle {\ce {KNH2 -> (H5C6)3CK}}} + {\displaystyle {\ce {NH3}}}

### Intercambio metal-halógeno
Algunos compuestos de organopotasio, como por ejemplo el vinilpotasio o el phenylpotasio, pueden prepararse por reacción del compuesto halogenado correspondiente con potasio metálico.
{\textstyle {\ce {H5C6Br}}} + {\displaystyle {\ce {2K -> H5C6K}}} + {\displaystyle {\ce {KBr}}}

## Reacciones

### Reemplazo del metal por hidrógeno
Las moléculas que contienen un hidrógeno acídico reaccionan con compuestos de organopotasio reemplazando el metal por un hidrógeno:
{\textstyle {\ce {H5C6-C(CH3)2-K}}} + {\displaystyle {\ce {HCl -> H5C6-C(CH3)2-H}}} + {\displaystyle {\ce {KCl}}}

### Reemplazo del metal por halógeno
La reacción del 3-bromotiofeno con fenilisopropilpotassio procede sin dificultad, produciendo 3-tienilpotasio y bromuro de fenilisopropilo.

## Usos
La reacción de compuestos de alquil-litio con ter-butóxido de potasio da como resultado la formación de compuestos de alquilpotasio que tienen propiedades de superbases y reciben diversos usos en la síntesis de compuestos orgánicos. Algunos compuestos de organopotasio se han usado como iniciadores en la polimerización aniónica de alquenos. Se ha estudiando también el uso de estos compuestos en la elaboración de polímeros conductores. Debido a su gran reactividad y a lo difícil que es su manipulación, el uso de los compuestos de organopotasio es relativamente limitado y en general no son aislados, sino que se preparan in situ.

## Enlaces químicos del carbono con el resto de los átomos
| CH  |     |     |     |     |     |     |     |     |     |     |     |     |     |     |     |     |     | He  |
| CLi | CBe |     |     |     |     |     |     |     |     |     |     | CB  | CC  | CN  | CO  | CO  | CF  | Ne  |
| CNa | CMg |     |     |     |     |     |     |     |     |     |     | CAl | CSi | CP  | CS  | CS  | CCl | CAr |
| CK  | CCa | CSc | CTi | CV  | CCr | CMn | CFe | CCo | CNi | CCu | CZn | CGa | CGe | CAs | CSe | CSe | CBr | CKr |
| CRb | CSr | CY  | CZr | CNb | CMo | CTc | CRu | CRh | CPd | CAg | CCd | CIn | CSn | CSb | CTe | CTe | CI  | CXe |
| CCs | CBa |     | CHf | CTa | CW  | CRe | COs | CIr | CPt | CAu | CHg | CTl | CPb | CBi | CPo | CPo | CAt | Rn  |
| Fr  | CRa | Rf  | Db  | CSg | Bh  | Hs  | Mt  | Ds  | Rg  | Cn  | Nh  | Fl  | Mc  | Lv  | Lv  | Ts  | Og  |     |
|     |     | ↓   |     |     |     |     |     |     |     |     |     |     |     |     |     |     |     |     |
|     |     | CLa | CCe | CPr | CNd | CPm | CSm | CEu | CGd | CTb | CDy | CHo | CEr | CTm | CYb | CYb | CLu |     |
|     |     | Ac  | CTh | CPa | CU  | CNp | CPu | CAm | CCm | CBk | CCf | CEs | Fm  | Md  | No  | No  | Lr  |     |

| Química orgánica básica.                        | Muchos usos en Química.           |
| Investigación académica, pero no un amplio uso. | Enlace desconocido / no evaluado. |

- Datos: Q30904480